# Federació Camerunesa de Futbol
La Federació Camerunesa de futbol (francès: Fédération Camerounaise de Football - FECAFOOT) és l'entitat que regeix el futbol al Camerun. Fou fundada el 1959, des de 1962 pertany a la FIFA i des d'un any després a la Confederació Africana de Futbol.
Els primers equips de futbol del Camerún es van fundar després de la primera guerra mundial (1914-1918), però va ser als voltants de l'any 1947 quan el coronel metge, Baudiment, va crear la Fédération des Sports per organitzar i reglamentar els esports en general i especialment el futbol.
L'any 1959 es va celebrar a Yaoundé la primer assemblea general de la Fecafoot, es va dissoldre la Ligue de fooball du Cameroun i es va crear la Federació Camerunesa de Furbol.
La Fecafoot és la responsable de l'organització de diverses competicions de totes les categories, inclosa la selecció de futbol del Camerun, la lliga camerunesa de futbol (Ligue 1 o Première Division , en francès), la Segona Divisió (Ligue 2 o Deuxième Division, en francès) la Copa camerunesa de futbol (Coupe de Cameroun de Football, en francès). L'any 2007, la primera i segona divisió van canviar el seu nom pels de Elite One i Elite Two respectivament.
La primera divisió es va crear l'any 1961, la disputen divuit equips i el campió i subcampió es classifiquen per a la Lliga de Campions de la CAF. El tercer classificat accedeix a la Copa de la CAF i els tres darrers classificats baixen a la segona divisió.
La Copa camerunesa de futbol es va crear l'any 1960 i és la màxima competició futbolística per eliminatòries del Camerún.